# Xenon 1
Pour les articles homonymes, voir Xenon.
Xenon 1 est un jeu vidéo de type shoot them up développé par John S. Sinclair et édité par IJK Software en 1983 sur Oric. Ce jeu fut un des premiers jeux pour Oric écrits en langage machine utilisant la haute résolution couleur. Son succès contribua beaucoup à la diffusion de la machine dans le grand public. Il existe une version qui ne fonctionne que sur Oric-1. Ce jeu est écrit entièrement en langage machine.

## Système de jeu
Xenon 1 est un jeu d'action spatial qui mêle selon les tableaux shoot'em up et adresse. Il y a cinq tableaux principaux en séquence : Les rapaces Aards, les Aards, le champ de météores, la planète Radon et l'astrobase des Zorgons. Le sixième tableau est un tableau permettant de refaire le plein de carburant.

### Tableau 1: Les rapaces Aards
Quatre rapaces tournoient dans les airs en lançant des éclairs verticalement. Le but est de détruire ces oiseaux en les abattant au moyen du laser du vaisseau Xenon. Le vaisseau se tient en bas de l'écran, ne peut se déplacer qu'horizontalement et un seul coup de laser est autorisé à l'écran.
Pour tous les tableaux on trouve au-dessus de la zone d'action une jauge de carburant et en dessous les informations de jeu (score actuel, nombre de vaisseaux restants, le meilleur score, niveau de jeu et nombre de vagues passées).

### Tableau 2: Les Aards
Même principe qu'au tableau précédent sauf que les rapaces sont remplacés par des Aards, sorte de monstres verts, et que le tournoiement est différent. La particularité de ce tableau est que chaque gros Aards abattu se transforme en deux petits dont l'un tombe verticalement; ce qui oblige soit à le tirer au laser soit à déplacer le vaisseau pour l'éviter.

### Tableau 3: Le champ de météores
Dans ce tableau, le but est d'éviter la collision avec des bolides qui défilent de haut en bas. Le vaisseau doit donc les éviter.

### Tableau 4: La planète Radon
Votre vaisseau s'est posé sur la planète Radon et vous en êtes descendu. Les Zorgons envoient leurs parachutistes nommés Paratrons. Vous devez abattre entre 10 et 30 Paratrons selon le niveau pour passer le tableau. Chaque Paratron qui réussit à atterrir s'installe sous le plancher sur lequel se tient votre personnage pour le transpercer de son glaive.

### Tableau 5: L'astrobase des Zorgons
Le but de ce tableau est d'atteindre d'un coup de laser le mouvant réacteur nucléaire de l'astrobase des Zorgons qui elle se trouve en position fixe en haut de l'écran. Cette astrobase est protégée par un champ de force qu'il faut percer à coups de laser. Entre ce champ de force et le vaisseau se trouve une ligne de défense comprenant un groupe de Zorgons indestructibles qui évolue horizontalement tout en tirant des éclairs.
Lorsque le réacteur est atteint, l'astrobase disparaît par pixellisation dans un bruit d'explosion. 
À la suite de cette destruction, le jeu reprend au tableau des rapaces au niveau de difficulté supérieur. La difficulté étant basée sur la vitesse de déplacement des ennemis et de leurs tirs.
Dans ce tableau, le bonus obtenu est inversement proportionnel au temps mis pour détruire l'astrobase.

### Tableau 6: Réapprovisionnement au vaisseau mère
Le réservoir du vaisseau n'étant pas rempli au début de chaque nouveau tableau, son niveau baisse à vue d'œil. Cette consommation étant rendue visible par la jauge située au-dessus de l'espace d'action. Lorsque la jauge entame la zone jaune ou rouge, le joueur doit appuyer sur la touche [↑] pour accéder à la station service du vaisseau mère. S'il ne le fait pas, la panne de carburant fera perdre un vaisseau.
Pour remplir son réservoir, le vaisseau doit s'amarrer à son vaisseau mère qui est en position fixe en haut de l'écran. Entre le vaisseau et son vaisseau mère se trouvent deux lignes de force qui barrent horizontalement le passage. Ces lignes de forces sont parcourues chacune par un groupe de trois éclairs qui sont mortels par contact pour le vaisseau.
Le joueur doit dans ce tableau déplacer le vaisseau du bas de l'écran vers le haut en ciblant le centre du vaisseau mère. Pour le faire il donne de petites impulsions de poussée et déplace le vaisseau de droite à gauche. Ce tableau demande du doigté car il faut économiser le carburant, quand même propulser le vaisseau aux bons moments pour passer les lignes de forces et atteindre le centre du vaisseau mère.

## La série
Xenon est le premier épisode de la guerre spatiale contre les Zorgon :
- 1983 - Xenon 1
- 1984 - Zorgon's revenge
- 1985 - Xenon III.

## À voir
- Captures d'écrans et photo de jaquette du jeu sur le site oric.org.
- Liste chronologique des shoot them up